# Verde urbano

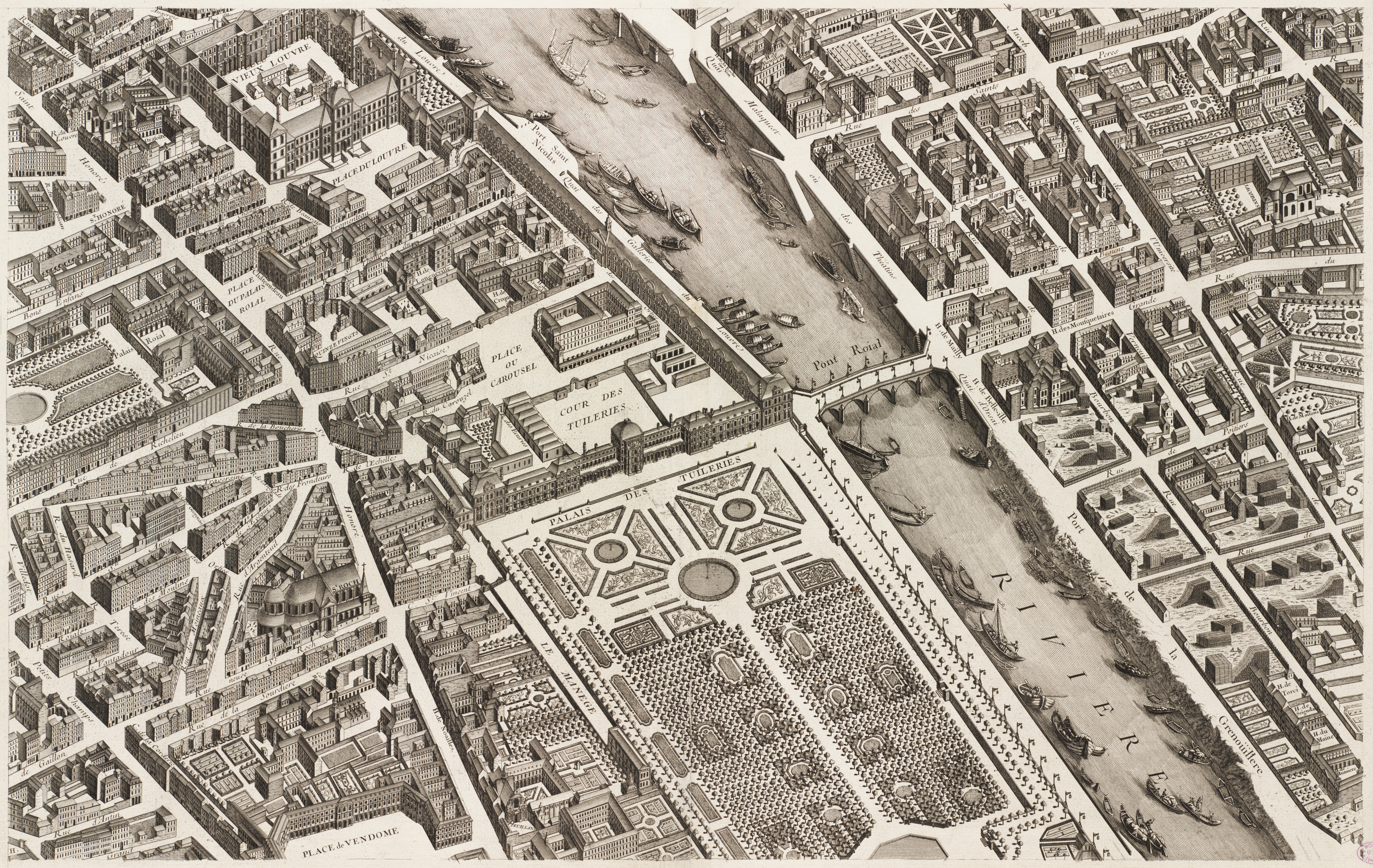
Il Palazzo delle Tuileries con i giardini nel XVI secolo

Il verde urbano ha sempre avuto uno spazio all'interno delle zone urbane o metropolitane. Già nell'antichità nelle "grandi città" egizie e babilonesi erano presenti giardini ed aree verdi, queste aree però, destinate alla nobiltà erano prettamente private, generalmente si trattava di giardini all'interno dei grandi palazzi nobiliari. Sempre nell'antichità, nel periodo di egemonia Greca e poi Romano i giardini restano relegati all'area interna dei palazzi patrizi. Nell'età medievale, con la diffusione dei monasteri, l'Hortus Conclusus, ovvero il giardino recintato, generalmente diviso in quattro sezioni, con una pianta a croce si afferma, prima in luoghi isolati, poi a partire dal XIII secolo anche nei comuni dell'Italia Centro-Settentrionale e nelle nascenti città europee. XIV secolo però vide nascere e svilupparsi il concetto di "giardino pubblico", questo concetto si sviluppa dapprima in Francia, poi velocemente per il resto dell'Europa. Nel 1350 il nuovo re di Francia, Carlo V di Valois, decide di rinforzare e rinnovare il Castello del Louvre, le mura vengono fortificate, le torri diventano più alte, così come il dongione nella corte centrale, e vengono attuati numerosi abbellimenti, tra questi vanno ricordati "i giardini del re", una serie di piccoli giardini e orti, dove venivano coltivate varie specie arboree, spezie , piante e rose. Parte di questi giardini erano destinati al re, l'altra parte il re la concesse ai parigini, a questo intervento seguì la ripavimentazione delle strade e delle arterie principali di Parigi. Il concetto di giardino pubblico si affermerà definitivamente solo tra il XVI e il XVII secolo quando gli interventi al palazzo delle Tuileries (sotto Caterina de Medici) e l'espansione dei giardini (sotto Enrico IV) cambiarono il volto della città. Tra il XVII e il XIX secolo gran parte del "verde urbano" risiedeva nei giardini pubblici e privati e a partire dal '700 dai primi parchi. Per quanto riguarda le piazze, fino alla metà del XIX secolo apparivano come semplici spiazzi, raramente pavimentati e privi di aree verdi. La nascita dei primi "giardini pubblici" non deve trarci in inganno, in quanto le città d'antico regime e quelle della rivoluzione industriale, apparivano sporche, sovraffollate e malsane, la crescita esponenziale della popolazione nei secoli XVI e XVII-XIX fu accompagnata da una crescita esponenziale della mortalità, delle malattie (legate alla qualità dell'aria e dell'acqua) e all'abbassamento del tenore di vita e della vita media dei cittadini nelle aree urbane. Se l'età media era di 45 anni per i cittadini delle città europee nel XV secolo, essa si abbasso a 35 nel XVIII secolo e 30 nei primi del XIX secolo. L'aumento della mortalità era legato anche alla crescita esponenziale anche delle città, che crebbero in modo caotico e senza un adeguato criterio, lasciando spazio ad abusivismi e poco spazio alla circolazione dell'aria. La situazione divenne talmente urgente da essere denunciata più volte da autori autorevoli come Charles Dickens.

## Smembramento e risanamento
Le città e di conseguenza la gestione degli spazi verdi conobbero una vera e propria rivoluzione sotto la Parigi del barone Haussmann, nel giro di pochi decenni dal 1857 e poi dal 1870 fino agli inizi del secolo successivo, la pianificazione urbanistica per la "Nuova Parigi" voluta da Haussmann diede il via allo smembramento, interi quartieri malsani furono lottizzati e completamente distrutti, vennero aperte ampie strade, alberate e viali come l'Avenue des Champs-Elysées, uno dei più maestosi viali di Parigi. Le principali vie furono adornate d'alberi, che furono piantati a migliaia, vennero creati nuovi parchi pubblici, furono imposte norme più severe riguardo all'igiene , cosa che sommata alle scoperte in campo medico e scientifico ridussero l'incidenza delle malattie respiratorie. Per tutto il tardo XIX secolo varie città seguirono l'esempio di Parigi: Londra, Madrid, Milano , Firenze e Napoli. Nelle città Italiane tra gli smembramenti più interessanti va ricordato quello di Napoli, che nel periodo del Risanamento, vide sotto i Savoia (Umberto I e con interventi successivi di Vittorio Emanuele III) la creazione di nuovi quartieri e la creazione del Corso Umberto, il grande viale alberato con palazzi ben ordinati, tuttora uno dei luoghi più importanti della città. L'opera di smembramento vide il recupero Di Castel Nuovo (Maschio Angioino) e l'abbattimento di tutti gli abusivismi e i capannoni cresciuti col tempo accanto al castello, recuperato il castello negli anni '30 furono aggiunti i giardini sia accanto al castello, che vicino al municipio (sostituendo i precedenti giardini risorgimentali).

## Il XX secolo
Il XX secolo seguì inizialmente la gestione del "verde urbano" del tardo XIX secolo, Le piazze si popolarono di alberi ad alto fusto e di giardini recintati in ferro battuto, i viali adottarono alberi cadulcifoglie come le betulle. Negli anni '30 al seguito delle campagne in Africa seguì un rinnovato interesse per la specie arborea delle Palme (già presenti nel mezzogiorno dal XVIII secolo), quest'interesse modificò l'spetto del verde pubblico a cavallo tra gli anni 30 e gli anni 70 del XX secolo. Nei giardini pubblici furono adottati palme che si sommarono a andarono a sostituire i precedenti alberi europei. Questo periodo fu caratterizzato da un massiccio impiego di siepi, per contornare i giardini. All'opera di smembramento delle città non seguì purtroppo un adeguato piano edile per i piccoli centri e comuni che a partire dal secondo dopoguerra furono man mano cementificati e crebbero in modo anomalo. Il piano Ina, diede case nuove a migliaia di sfollati, ma la crescita caotica, la speculazione edile, accentuatasi durante il boom degli anni 50-60, rese i quartieri dove crescevano le unità condominiali, sporchi e sovraffollati. Lo stesso stile delle palazzine degli anni 50-70 fu oggetto di aspre critiche, spesso vennero additate come di cattivo gusto, costruite con materiali scadenti e quasi sempre senza un parco o un'area verde. Le denunce ambientaliste sempre più importanti diedero il via a partire dagli anni '70 ad una nuova stagione per la storia del verde pubblico e delle città.
Tra gli anni '70 e gli anni '90 l'Europa fu investita da una forte attenzione verso le tematiche ambientali e la gestione del verde urbano, ovunque furono costruiti nuovi parchi condominiali con ampi spazi dedicati al verde, l'aumento delle aree verdi nelle città fu dovuta anche dalle pressioni, sempre più forti fatti dai partiti ecologisti a cavallo tra gli anni 70 e 80. Le città Italiane cambiarono volto, dato che piazze, rotonde e marciapiedi furono molto spesso adornati con pini e palme. 

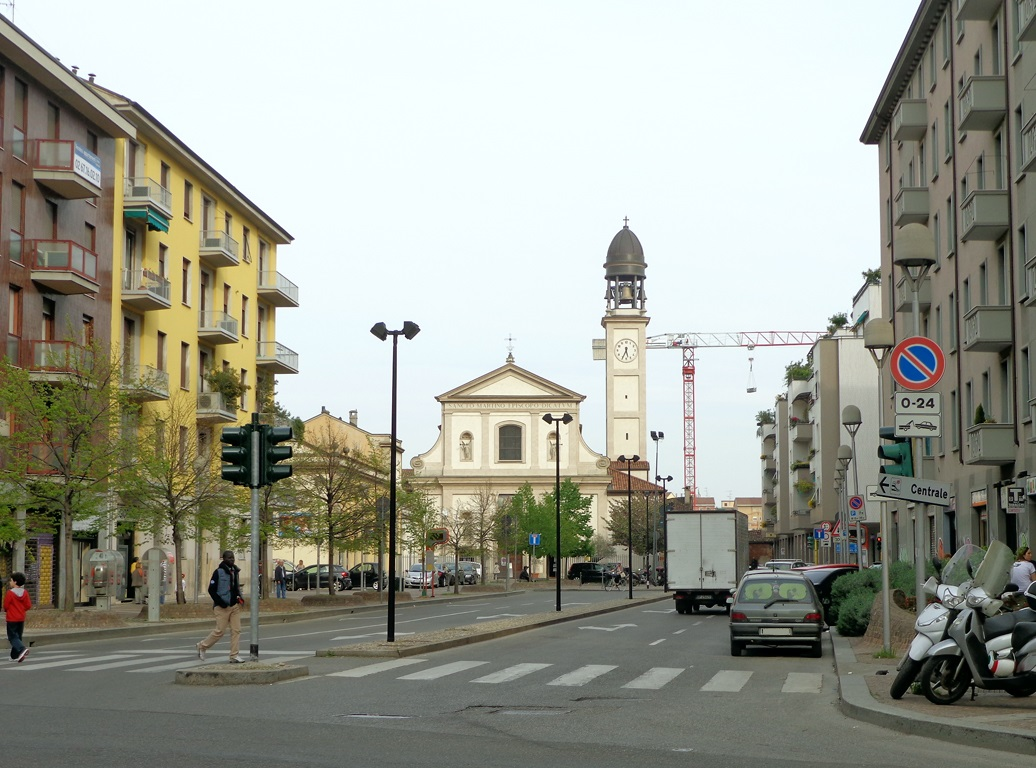
Viale alberato a Milano

In Italia negli anni '90 la spinta ecologista ebbe una prima crisi nel '94, lo scandalo tangentopoli trascinò tutti i partiti della Prima Repubblica in una crisi senza precedenti, con essi anche i partiti ecologisti. Tuttavia la stagione verde entro realmente in crisi negli anni '2000, a causa proprio dell'indebolimento dell'interesse politico verso l'ecologia e la gestione degli spazi verdi in città. A peggiorare le cose fu anche la crisi globale del 2008, che spinse le nazioni europee, specialmente l'Italia a tagliare parecchi fondi, tra i fondi tagliati vi erano specialmente quelli destinati alla sanità, l'istruzione, infrastrutture e verde urbano. In Italia la decadenza in cui decaddero molte piazze e parchi negli anni '2000, spinsero le autorità comunali ad interventi di riqualificazione e di pavimentazione, che difatti ridussero col restyling notevolmente le aree verdi nelle piazze.

## Il XXI secolo in Italia

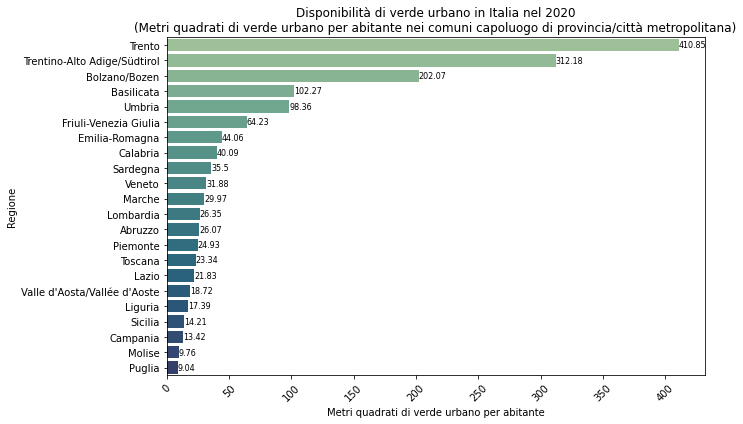
Fonte:[https://www.istat.it/sistema-informativo-6/banca-dati-territoriale-per-le-politiche-di-sviluppo/ Istat

Il XXI secolo si aprì quindi con una crisi del concetto di "verde urbano", ad acuire questa crisi in Italia vi furono a cavallo tra anni 2000 ed anni '10 pure i cambiamenti climatici ed una serie di scelte stilistiche del passato. Gran parte dei comuni italiani tra gli anni '70 ed '80 piantarono sui marciapiedi pini marittmi ed altri alberi ad alto fusto, dopo 30 anni questi alberi ormai cresciuti risultarono un intralcio alla circolazione e spesso le radici sollevarono i marciapiedi, per cui sempre più spesso vennero e stanno venendo sostituiti da alberi di basso-medio fusto, più sottili ed adatti alle città. Ad accelerare questo fenomeno concorrono anche le violenti piogge degli ultimi anni, che molto spesso hanno reso meno stabili gli alberi di alto fusto. Nell'ultima decade l'avvento del concetto di "Smart City", bosco verticale e bosco urbano hanno inaugurato una nuova fase verde, spinta anche dai cambiamenti climatici sempre più evidenti. Il concetto di Smart City sta rivoluzionando le città europee, specialmente la Germania, i Paesi Bassi, in parte la Francia e l'Inghilterra. Ancora una volta l'Italia è rimasta indietro su queste tematiche, ma Milano, il centro più moderno e produttivo dell'Italia contemporanea sta facendo da pioniere. Tra il 2014 e il 2015, sono stati inaugurati nuovi palazzi, con bosco verticale, Milano è soggetta ad'un restyling ed aumento delle zone verdi consistente negli ultimi 5 anni. Molti parchi sono stati recuperati in questo periodo. A seguire l'esempio di Milano è stata con una netta distanza però, Napoli, che ha visto negli ultimi anni, riqualificazioni all'interno del centro storico e il rifacimento dell'area metropolitana e di Piazza del Municipio, dove sono stati piantati molti alberi e si spera ne siano piantati altri. Il rimboschimento di Napoli però non va confuso con l'aumento delle aree verdi, soprattutto  per quanto riguarda i giardini, che negli ultimi anni sono stati sostituiti dalla pavimentazione, l'esempio più visibile è proprio piazza del municipio, che ha visto la sostituzione dei precedenti alberi con esemplari più giovani ed esempio più palese di come il concetto di "Green" e "Smart City" la piazza ha visto scomparire del tutto erba, giardini e fioriere. Per quanto riguarda i comuni invece, le iniziative sono assai timide e molto spesso quello che dalle propagande politiche sono presentati come "svolte verdi", sono in realtà semplici sostituzioni di ceppi di alberi abbattuti o malati con alberi nuovi e dal fusto sottile.

## Galleria d'immagini

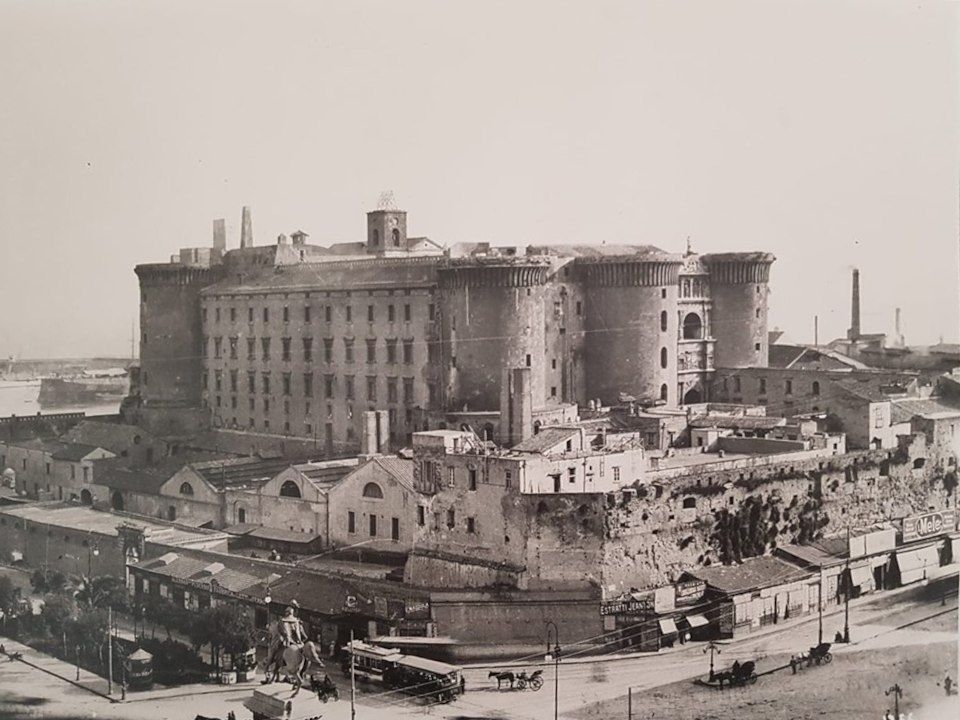
Castel Nuovo di Napoli prima del risanamento
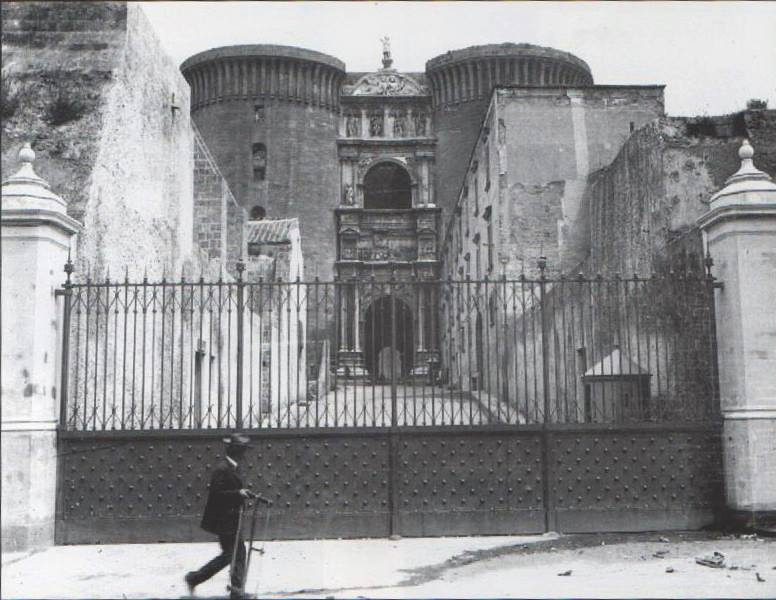
Ingresso prima del risanamento
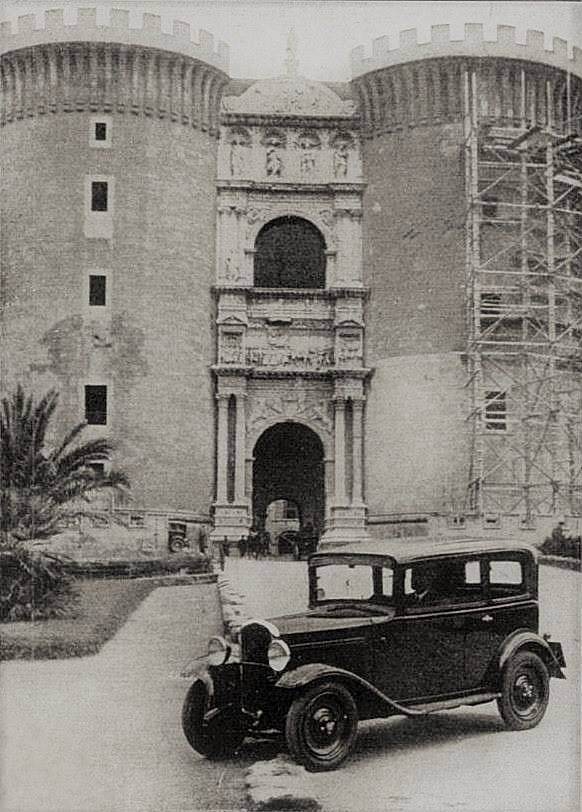
Il Castello durante i restauri, si noti l'abbattimento di tutte le costruzioni abusive che soffocavano il castello
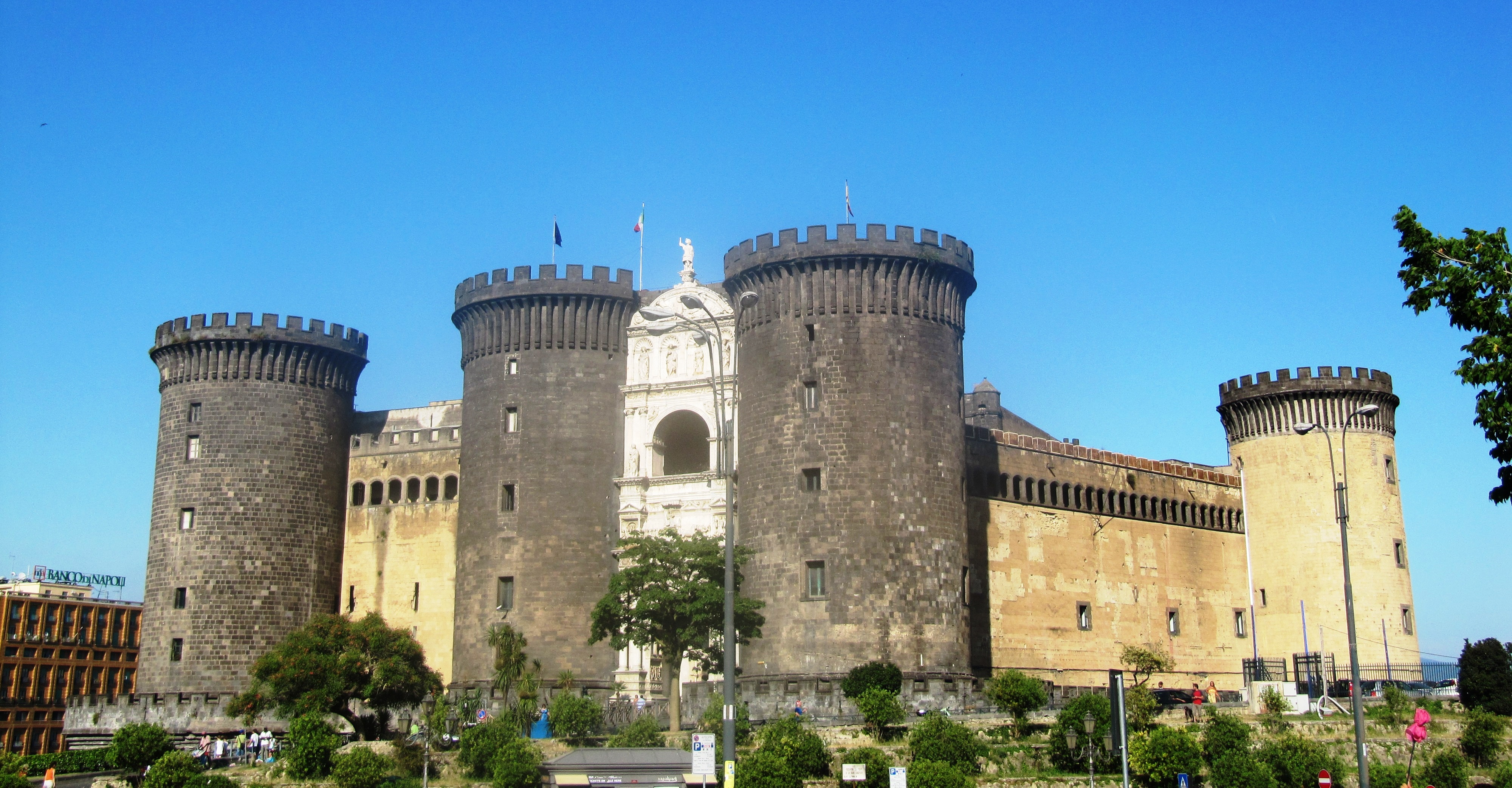
Castel nuovo di Napoli al giorno d'oggi
Bosco verticale a Milano
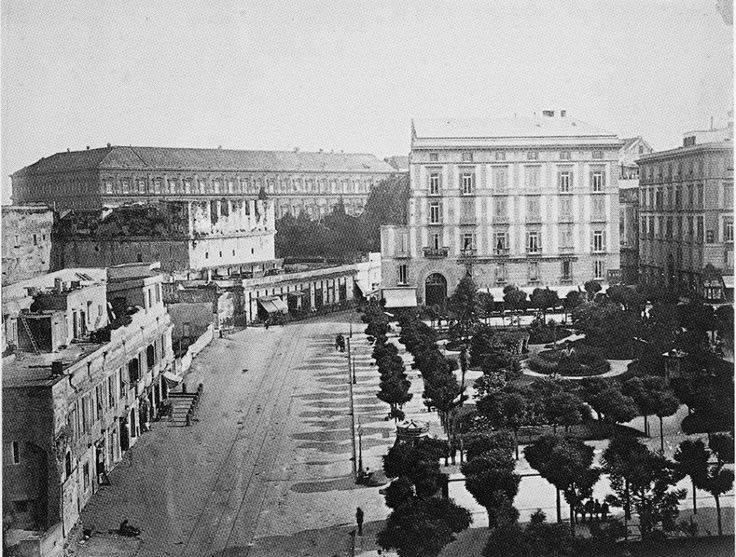
Piazza Municipio di Napoli nel 1870
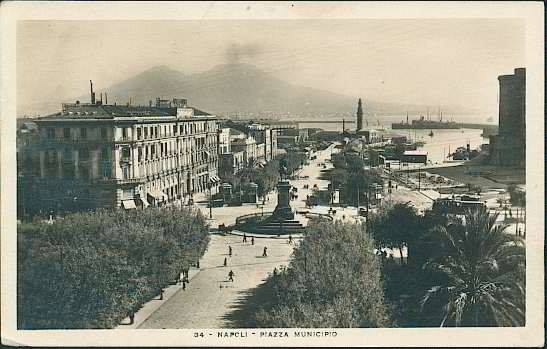
Nel 1930
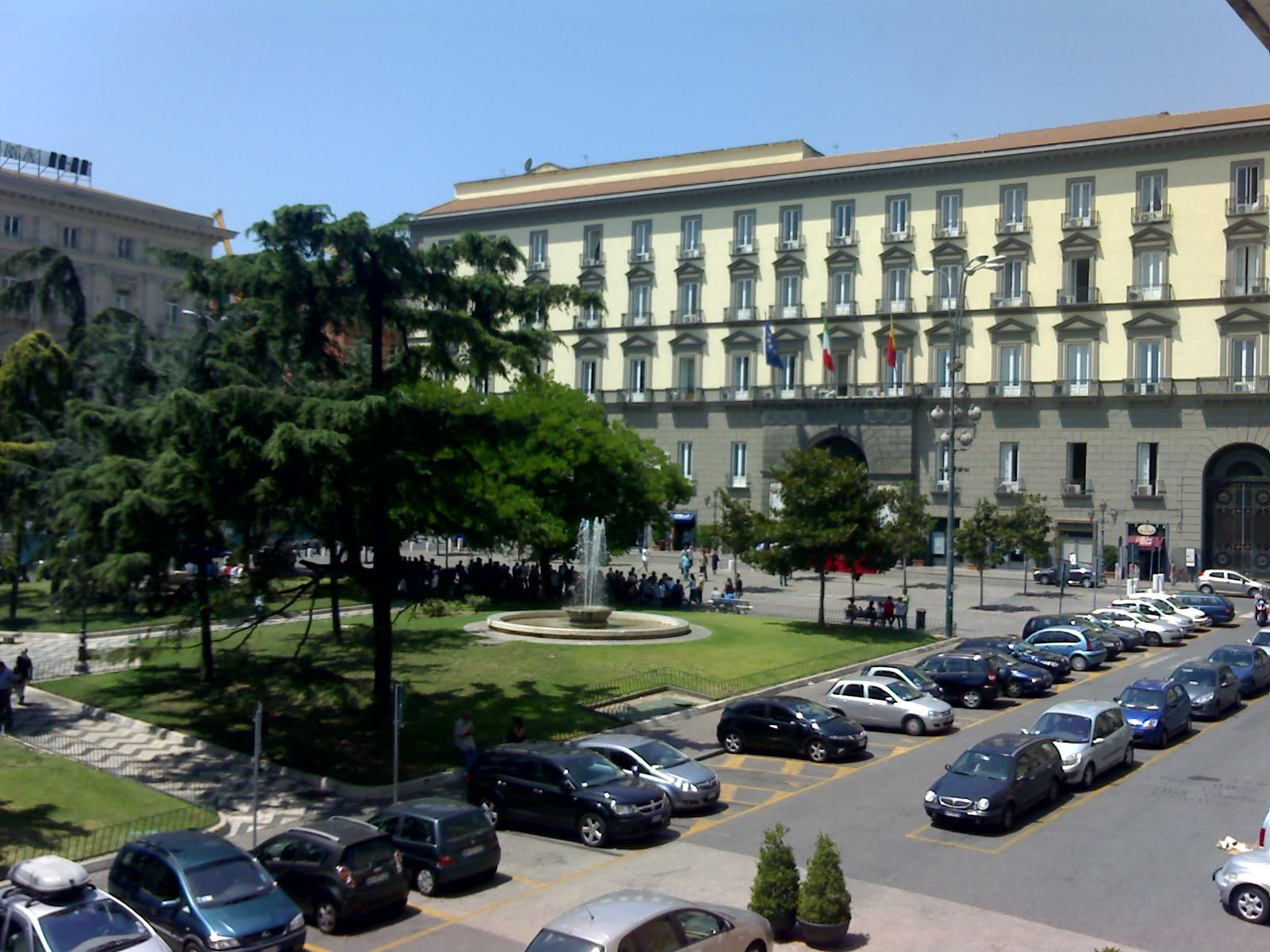
La piazza negli anni precedenti al restyling
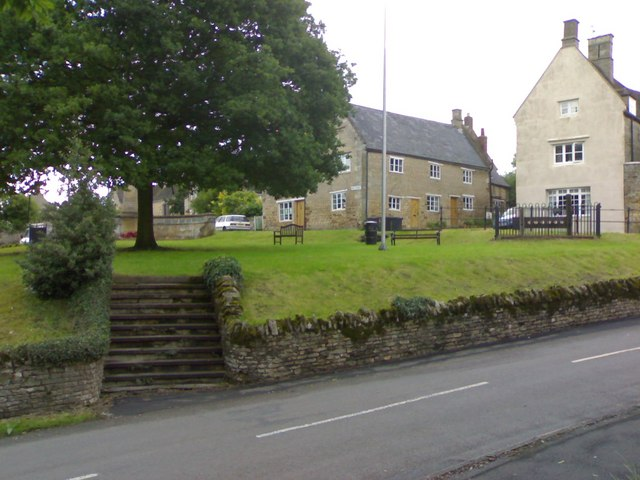
Spazio verde in Inghilterra nel Northanmptonshire
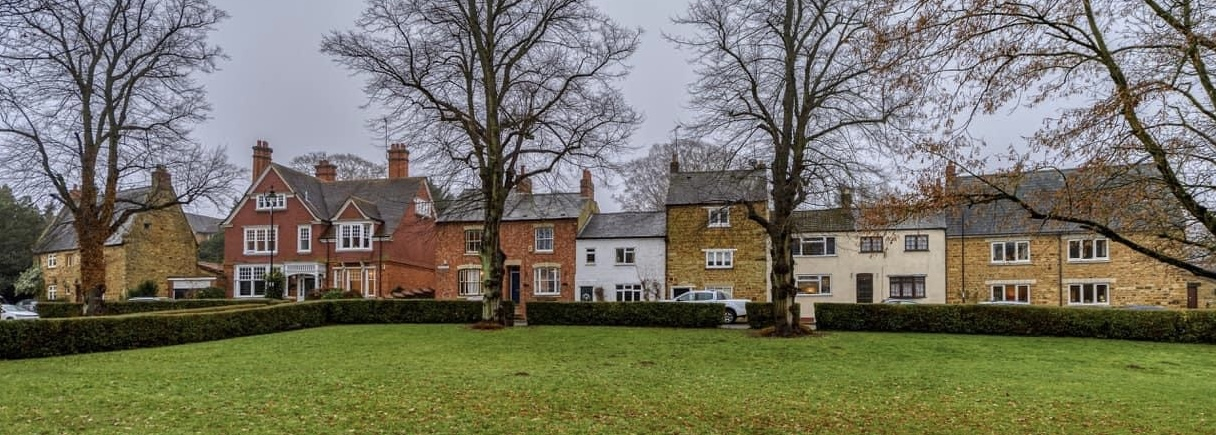
Esempio di verde pubblico in Inghilterra
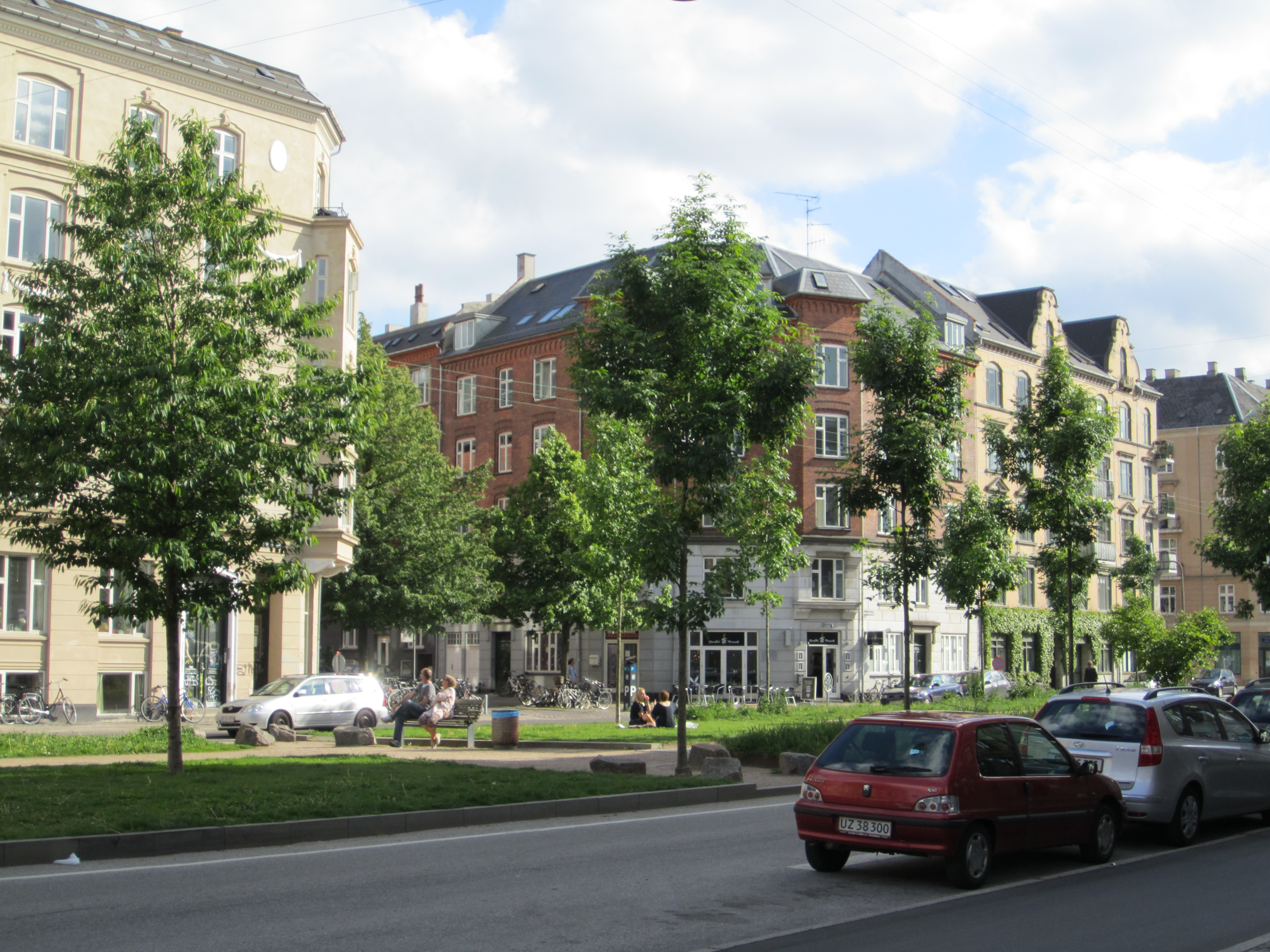
Verde pubblico sul Sønder Boulevard
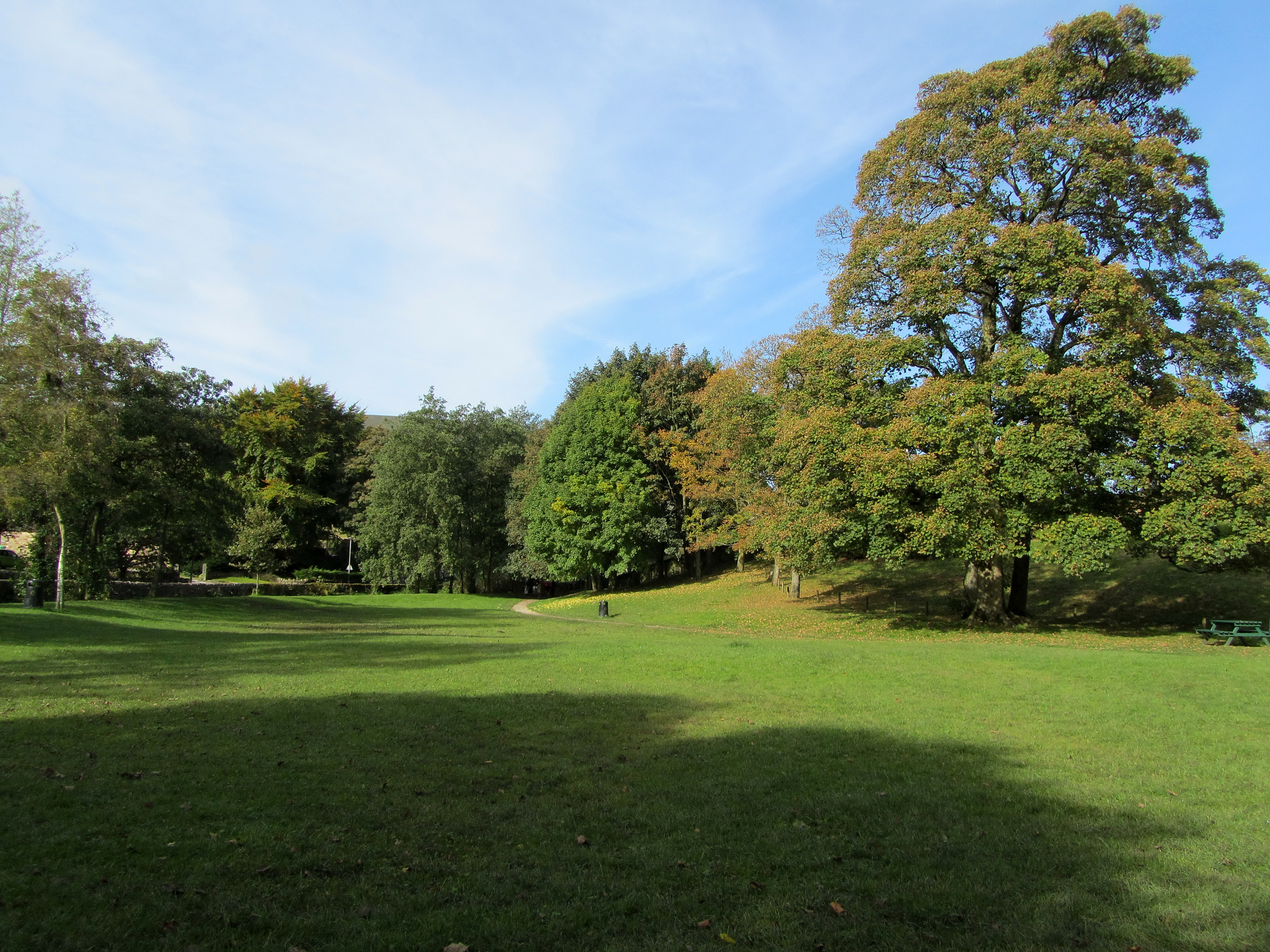
Esempio di Parco Pubblico
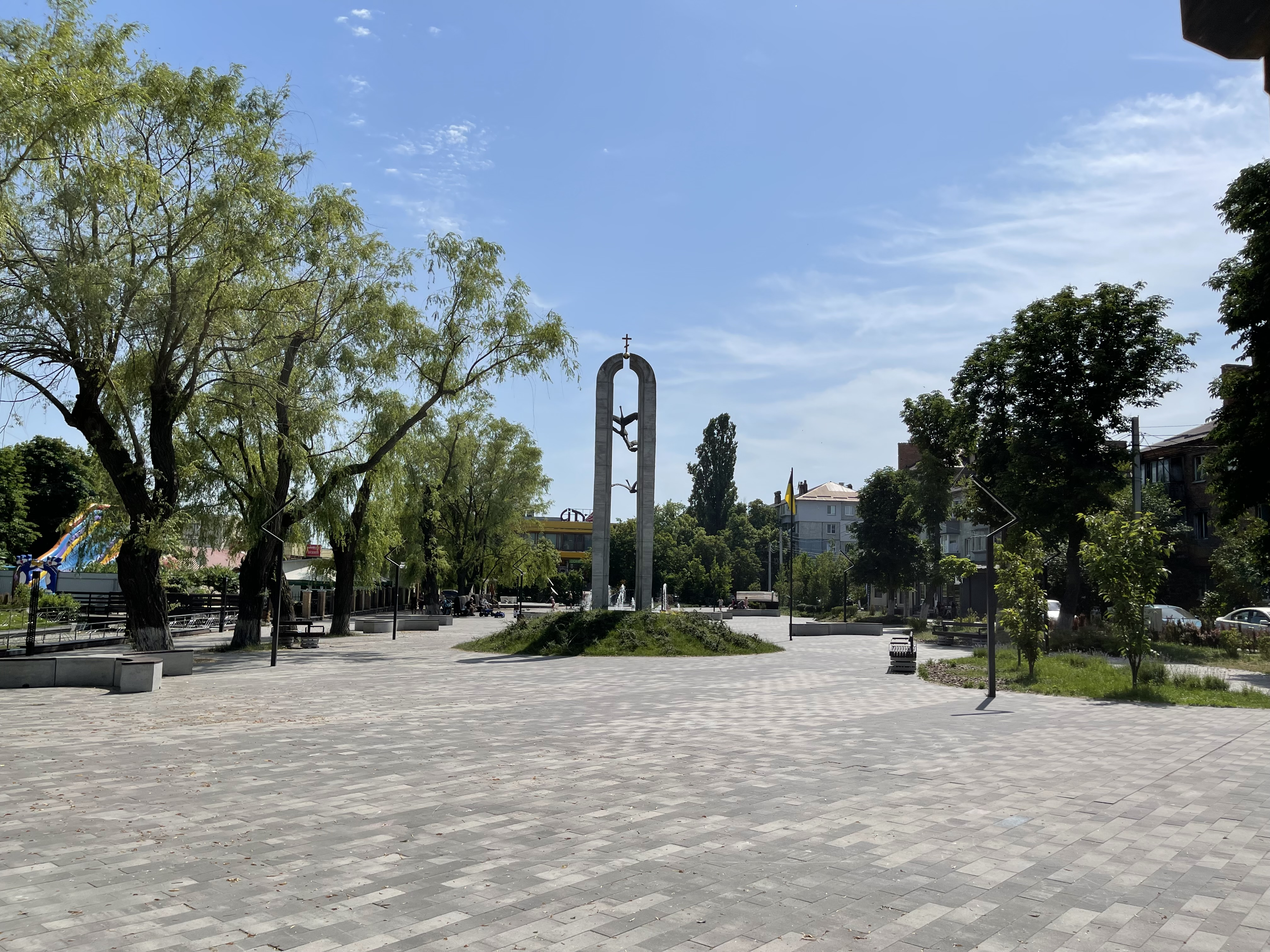
Esempio di parco pubblico nell'est Europa
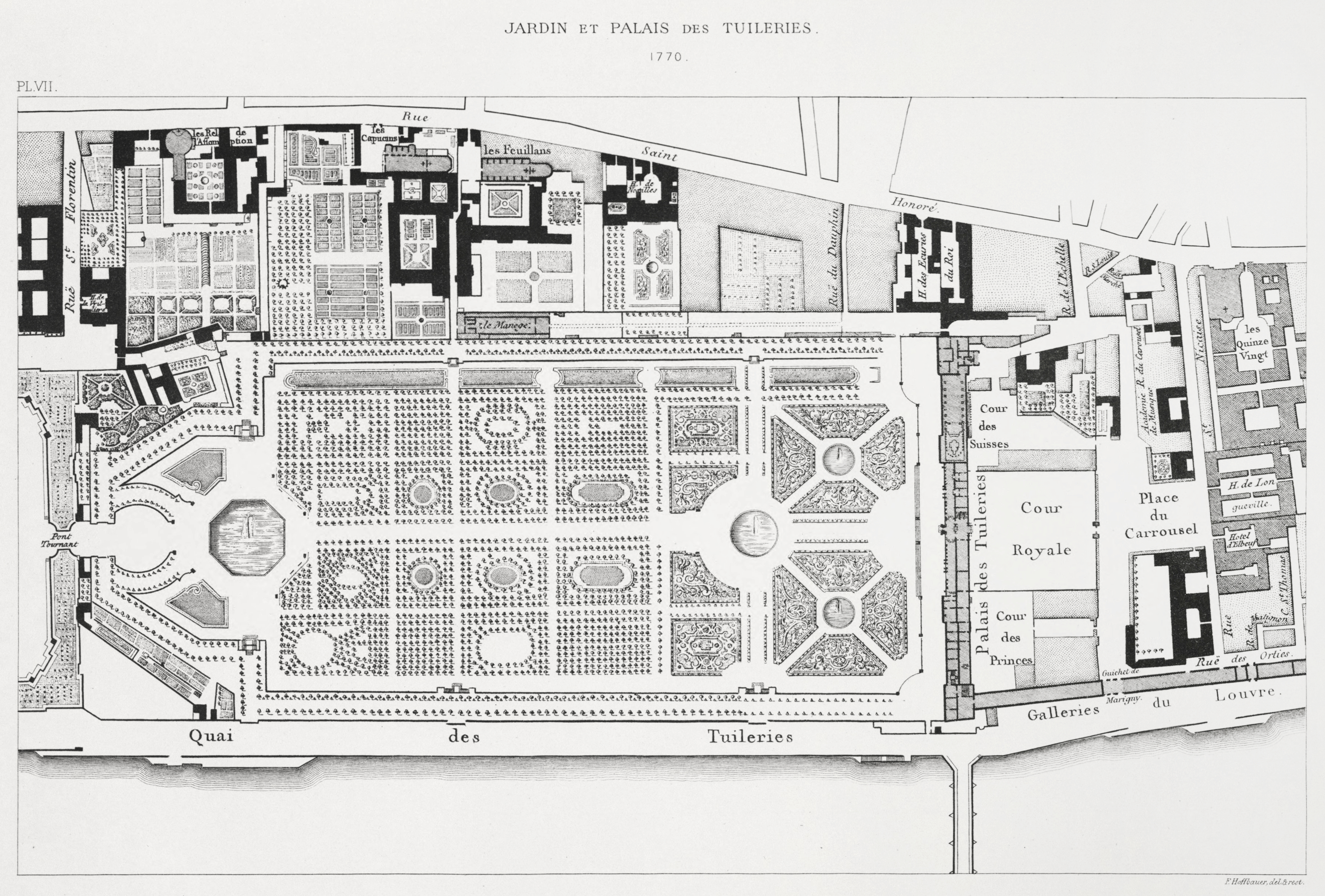
Mappa dei giardini delle Tuileries nel 1770